# Maullín (rivier)
De Maullín (Spaans: Río Maullín) is een rivier in Chili, gelegen in de regio Los Lagos. De rivier ontstaat als de uitstroom van Lago Llanquihue en stroomt over het algemeen zuidwestwaarts, over een aantal kleine watervallen, en mondt uit in de Golf van Coronados. De benedenloop van de rivier is een getijdenmonding. De wetlands van Maullín vallen op door hun diversiteit aan watervogels in vergelijking met andere locaties aan de Chileense kust.